# Pękale
Pękale – wieś w Polsce położona w województwie mazowieckim, w powiecie pułtuskim, w gminie Świercze. Ma status sołectwa.
1 stycznia 2021 roku zmieniono nazwę wsi Wyrzyki-Pękale na Pękale.
W latach 1975–1998 miejscowość administracyjnie należała do województwa ciechanowskiego.